# Uroboros (album)
Pour les articles homonymes, voir Ouroboros (homonymie).
Albums de Dir En Grey
Decade 1998-2002
Decade 2003-2007
(2007) Dum Spiro Spero
(2011)
Singles
1. Dozing Green
Sortie : 24 octobre 2007
2. Glass Skin
Sortie : 10 septembre 2008

Uroboros (ウロボロス) (stylisé UROBOROS) est le septième album du groupe de metal japonais Dir En Grey, sorti le 12 novembre 2008. Dans cet album, le groupe utilise de nouveaux instruments comme les congas et le sitar électrique.
Le 11 janvier 2012 sort une version remasterisée de l'album sous le titre UROBOROS [Remastered & Expanded]. Cette édition est augmentée de plusieurs pistes, dont Hydra 666.

## Réception critique
L'album est couvert dans l'ouvrage Visual Rock Perfect Disc Guide 500, paru en 2013 et produit par un collectif de dix auteurs avec l'intention de lister les 500 albums qui ont marqué l'histoire du genre.

## Éditions
Uroboros est sorti en trois versions.

### Édition originale
Toutes les paroles sont écrites par Kyo, toute la musique est composée par Dir En Grey.
| 1.  | Sa Bir                                              | 2:00 |
| 2.  | Vinushka                                            | 9:37 |
| 3.  | Red Soil                                            | 3:24 |
| 4.  | Doukoku to Sarinu (慟哭と去りぬ)                    | 3:48 |
| 5.  | Toguro (蜷局)                                       | 3:57 |
| 6.  | Glass Skin                                          | 4:27 |
| 7.  | Stuck Man                                           | 3:34 |
| 8.  | Reiketsu Nariseba (冷血なりせば)                    | 3:33 |
| 9.  | Ware, Yami Tote... (我、闇とて･･･)                  | 7:01 |
| 10. | Bugaboo                                             | 4:43 |
| 11. | Gaika, Chinmoku ga Nemuru Koro (凱歌、沈黙が眠る頃) | 4:22 |
| 12. | Dozing Green                                        | 4:05 |
| 13. | Inconvenient Ideal                                  | 4:23 |

| 1. | Glass Skin |  |

### Édition limitée[4]
| 1. | Ware, Yami Tote... (我、闇とて…)            |  |
| 2. | Inconvenient Ideal                          |  |
| 3. | Red Soil                                    |  |
| 4. | Dozing Green (Before Construction Version)  |  |
| 5. | Dozing Green (Japanese Lyrics Re-Mastering) |  |
| 6. | Glass Skin (Japanese Lyrics Re-Masterin))   |  |

### Édition Deluxe[6]
| 1. | Enregistrement + Interview |  |
| 2. | [STUDIO LIVE] (蜷局)       |  |
| 3. | DOZING GREEN               |  |

| 1. | Sa Bir                           | 2:00 |
| 2. | Vinushka                         | 9:37 |
| 3. | Red Soil                         | 3:24 |
| 4. | Doukoku to Sarinu (慟哭と去りぬ) | 3:48 |
| 5. | Toguro (蜷局)                    | 3:57 |
| 6. | Glass Skin                       | 4:27 |
| 7. | Stuck Man                        | 3:34 |

| 1. | Reiketsu Nariseba (冷血なりせば)                    | 3:33 |
| 2. | Ware, Yami Tote... (我、闇とて･･･)                  | 7:01 |
| 3. | Bugaboo                                             | 4:43 |
| 4. | Gaika, Chinmoku ga Nemuru Koro (凱歌、沈黙が眠る頃) | 4:22 |
| 5. | Dozing Green                                        | 4:05 |
| 6. | Inconvenient Ideal                                  | 4:23 |
| 7. | UNDECIDED (Unplugged)                               | 4:58 |